# Cerkiew św. Paraskiewy Serbskiej w Zbirogach
Cerkiew św. Paraskiewy Serbskiej – prawosławna cerkiew parafialna w Zbirogach na Białorusi, w dekanacie brzeskim rejonowym eparchii brzeskiej i kobryńskiej Egzarchatu Białoruskiego Patriarchatu Moskiewskiego.
Cerkiew znajduje się w centrum wioski.

## Historia
Świątynię wzniesiono w 1610 r. początkowo jako cerkiew unicką pod wezwaniem Świętej Trójcy ufundowaną przez rodzinę Paców, w 1886 r. cerkiew przeszła do rąk prawosławnych. W 1920 r. została przekształcona w kościół rzymskokatolicki. Po II wojnie światowej obiekt ponownie stał się prawosławny.

## Architektura
Świątynia wybudowana została w stylu regionalnym, z drewna pomalowanego kolorem niebieskim, na planie prostokąta, orientowana. Przed wejściem do środka znajduje się mały przedsionek z dwuspadowym dachem. Nad drzwiami wisi ikona patronalna. Dach nad centralną częścią jest czterospadowy wykonany z blachy, a na jego środku mieści się kopuła. Prezbiterium w formie  apsydy z trójspadowym dachem i dobudowanymi apsydiolami.

## Wnętrze
Wewnątrz znajduje się ikonostas z 1830 r. W świątyni można zobaczyć zachowane do dziś XVIII-wieczne ikony: Paraskiewa Piątnica, Hogitiria, Spas Pantokrator i tryptyk.

## Dzwonnica
Przed frontowym wejściem do świątyni znajduje się wolnostojąca, drewniana dzwonnica na planie kwadratu, zwieńczona krzyżem.